# Castle Hayne
Castle Hayne és una concentració de població designada pel cens dels Estats Units a l'estat de Carolina del Nord. Segons el cens del 2007 tenia 1.321 habitants.

## Demografia
Segons el cens del 2000, Castle Hayne tenia 1.116 habitants, 437 habitatges i 312 famílies. La densitat de població era de 191,5 habitants per km².
Dels 437 habitatges en un 34,1% hi vivien nens de menys de 18 anys, en un 51% hi vivien parelles casades, en un 15,6% dones solteres, i en un 28,6% no eren unitats familiars. En el 22% dels habitatges hi vivien persones soles el 6,4% de les quals corresponia a persones de 65 anys o més que vivien soles. El nombre mitjà de persones vivint en cada habitatge era de 2,55 i el nombre mitjà de persones que vivien en cada família era de 2,96.
Per edats la població es repartia de la següent manera: un 25,9% tenia menys de 18 anys, un 8,8% entre 18 i 24, un 30,1% entre 25 i 44, un 24,7% de 45 a 60 i un 10,5% 65 anys o més.
L'edat mediana era de 36 anys. Per cada 100 dones de 18 o més anys hi havia 93,2 homes.
La renda mediana per habitatge era de 34.531 $ i la renda mediana per família de 42.417 $. Els homes tenien una renda mediana de 38.375 $ mentre que les dones 25.040 $. La renda per capita de la població era de 17.172 $. Entorn del 4,6% de les famílies i el 6,2% de la població estaven per davall del llindar de pobresa.

## Poblacions més properes
El següent diagrama mostra les poblacions més properes.